# Memphis boliviana
Espèce
Memphis boliviana est une espèce d'insectes lépidoptères (papillons) de la famille des Nymphalidae, de la sous-famille des Charaxinae et du genre Memphis.

## Dénomination
Memphis boliviana a été décrit par Herbert Druce en 1877 sous le nom initial de Paphia boliviana.

## Description
Memphis boliviana est un papillon aux ailes antérieures à bord costal bossu, apex pointu et bord externe concave. Chaque aile postérieure porte une queue.
Le dessus est bleu marine presque noir.
Le revers est gris foncé presque noir et simule une feuille morte.

## Écologie et distribution
Memphis boliviana est présent en Bolivie.

### Protection
Pas de statut de protection particulier.